# 南部石

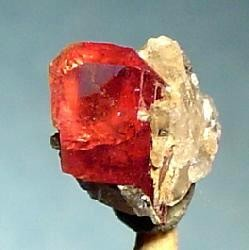
南部石

南部石（なんぶせき、 Nambulite）は、1972年に発表された日本産新鉱物で、旧地質調査所の鉱物学者吉井守正などにより、岩手県の舟小沢鉱山で発見された。化学組成は(Li,Na)Mn4Si5O14(OH)で、三斜晶系。東北大学の鉱物学者であった南部松夫の業績をたたえて命名された。なおその後、アルカリ金属のサイトが、ナトリウムの卓越する組成の種も発見されており、ソーダ南部石（Natronambulite）と呼ばれる。